# Hydrolagus mccoskeri
Hydrolagus mccoskeri är en broskfiskart som beskrevs av Barnett, Didier, Long och Ebert 2006. Hydrolagus mccoskeri ingår i släktet Hydrolagus och familjen havsmusfiskar. Inga underarter finns listade i Catalogue of Life.
Arten förekommer i havet kring Galapagosöarna. Den vistas i regioner mellan 390 och 510 meter under havsytan. Exemplaren blir upp till 38 cm långa och bålen blir 21 cm lång. Honor lägger antagligen ägg.
För beståndet är inga hot kända. Hela populationen anses vara stabil. IUCN kategoriserar arten globalt som livskraftig (LC).